# سكة الحديد المهجورة
يقصد بهاخط سكة الحديد المهجورة التي لم يعد تستخدم للتنقل وقد تكون هذه الخطوط مثل خطوط سكك الحديد غير المستخدمة وسكك الحديدية المغلقة وأيضا خطوط السكك الحديدية السابقة وحتى حطام السكك الحديدية. وقد أُزيل  من البعض منهم جميع مساراتهم ودعامتهم اما البعض الآخر منهم فقد كانت لديه مواد متبقية ناتجة عن الاستخدام السابق.

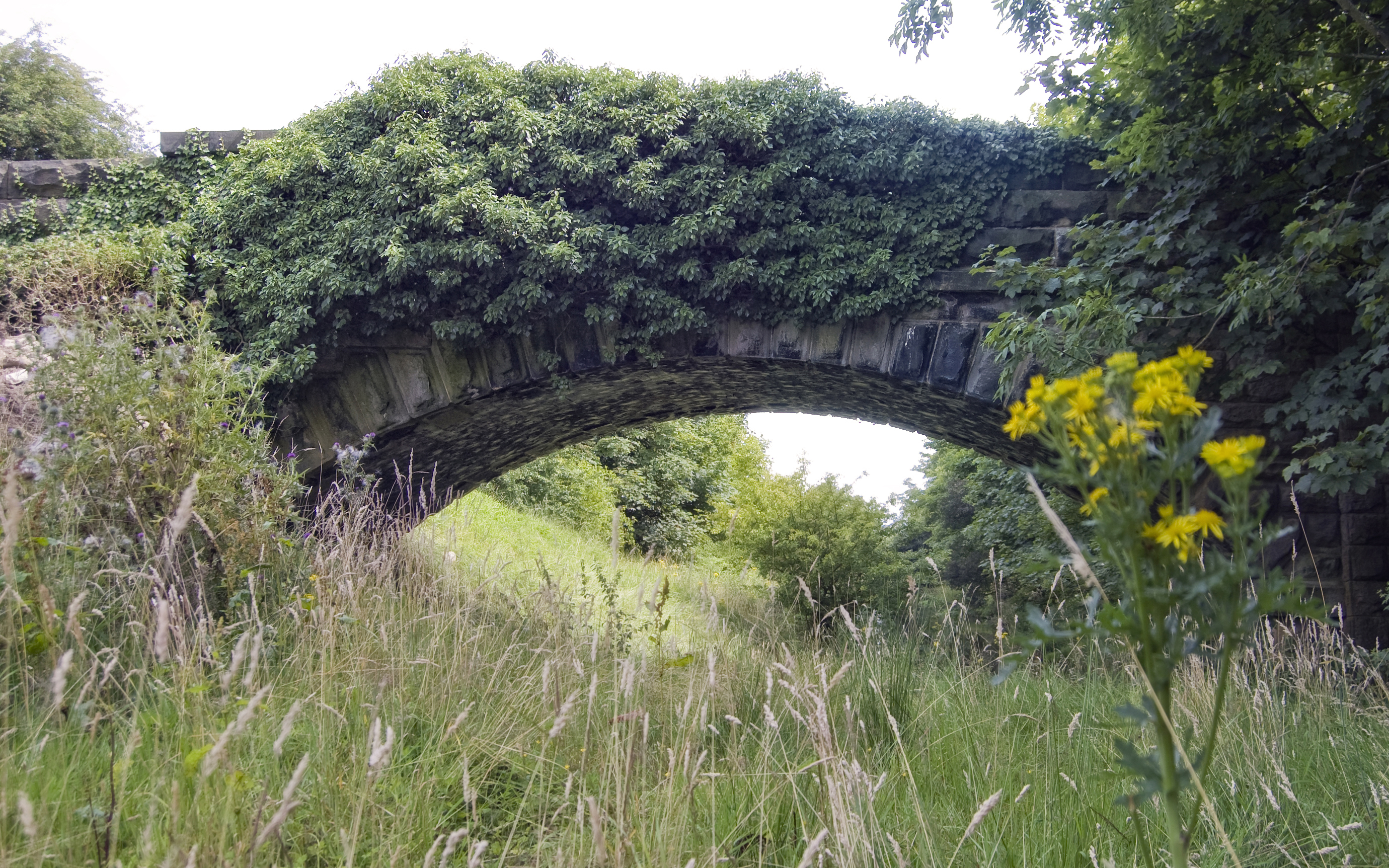
فرع مهجور من سكة حديد أوتلي وإليكي جوينت في إنجلترا

وهنالك المئات من السكك الحديدية  المهجورة في جميع انحاء العالم وقد تخلت الولايات المتحدة عن آلاف الأميال من خطوط السكك الحديدية ومعظمها كان في الأربعين العام الماضية وبين الفترة الممتدة من 1965 إلى 2005. وأن  أحقية الطريق التي أُقرت  لمثل هذا الخط جعلتهُ مفيدا لعمليات النقل الأخرى كمثل خط سكة الحديد متعدد الاستخدامات وأيضا استخدامات أخرى ممكنة. على سبيل المثال في عام 1936 وجد المزارعون في ألدريتش، ميزوري استخدامات مختلفة للأرض والمواد الخاصة بخط سكة حديد مهجور وأيضا قد تستخدم محطات سكك الحديدية المهجورة الموجودة على الخط في بعض الاستخدامات الأخرى.

## أسباب الهجر
توقفت العديد من الخطوط القديمة عن جني الأرباح ويجوز أيضا لشركة سكك الحديد أو للحكومة أن تتخذ قرار التخلي عن الخط وكما هو الحال مع شركة بيتشنغ كاتس في بريطانيا العظمى في ستينات القرن العشرين.
ومن أسباب الهجر أيضا هو ترك السكك الحديدية التي تُبنى خصيصا للمناجم أو غيرها من المواقع الصناعية أو اللوجستية إذا ما استنفد المنجم أو توقف الإنتاج.
ويمكن أن تؤدي الحرب أيضا إلى التخلي عن هذه الخطوط وكما في كاريليا الفنلندية السابقة حيث أدت التغيرات في الحدود بسبب الحرب العالمية الثانية في عام 1945 إلى التخلي عن العديد من الخطوط السكك الحديدية أو قد قام الاتحاد السوفيتي بهدمها آنذاك. ويمكن للسكك الحديدية أن تصبح دولية  وبدون نقطة تفتيش حدودية سيصبح الخط بلا فائدة وكما أنه بدون ربط حركة المرور  يمكن أن يكون حجم حركة المرور منخفضا جدا وحيث أدى اخلاء كاريليا الفنلندية إلى أخلائها من السكان الفنلنديين والتجارة الدولية ما كان لها أن تكون قادرة على البقاء على قدم المساواة مع التجارة المحلية.
المثير للجدل أن فنلندا اضطرت إلى إبقاء مسار لوريلا - كيلوسيلكا مفتوحا كمعاهدة سلام ولكن فقط لنقل الأخشاب المحلية أما قبل الحرب فقد انتهى المسار في كيميهارفي، على بعد 270 كيلومترا من الحدود ولكن الاتحاد السوفيتي طلب من بلدية كيميارفي أن يتم ربطه عبر السكك الحديدية في كاندالاكشا السوفياتية. ومع ذلك عندما سرق لص المعادن 1.7 كم من المسار في عام 2008 حينها أعلنت الحكومة أنه لم يعد مطلوبا منها الإبقاء على المسار وكان آخر استخدام لهذا المسار عام 2010.

### في الولايات المتحدة الأمريكية
أن سبب هجرت السكك الحديدية في الولايات المتحدة يعود إلى عوامل تاريخية واقتصادية حيث  في القرن التاسع عشر ساهمت المناطق الصناعية المتنامية في الشمال الشرق الولايات المتحدة والمناطق الزراعية في الجنوب والغرب الأوسط  من البلاد وأيضا توسع البلاد غربًا إلى المحيط الهادئ في النمو الهائل لشركات السكك الحديدية وايضا ضمنت حقوقها في العبور البلاد بأكملها حيث بلغ عدد الأميال التي قطعتها السكك الحديدية داخل الولايات المتحدة ذروتها في منتصف العقد الأول من القرن العشرين بأكثر من 254000 ميل من السكك الحديدية قيد الاستخدام.
وفي نهاية المطاف بدأت وسائط النقل المتنافسة في سحب عائدات الركاب والشحن من شركات السكك الحديدية وحتى في الوقت الذي يكافحون فيه لجني الأرباح من الأسعار المقرة بموجب قانون التجارة بين الولايات.
ولقد أجبرت أزمة الكساد الأعظم في ثلاثينات القرن العشرين بعض شركات السكك الحديدية على الإفلاس مخلفتاً مئات الاميال من السكك الحديدية التي هجرت مع ممتلكاتها ووجدت شركات السكك الحديدية الأخرى حافزا على الاندماج أو إعادة التنظيم حيث تم خلالها التخلي عن حقوق النقل الزائدة أو غير الضرورية.